# Þorgils Oddson
Þorgils Oddson (Thorgils, 1075-1151) fue un caudillo medieval de Islandia, goði de los Reyknesingar en el siglo XI y principios del XII. Particularmente conocido por sus disputas con Hafliði Másson, historia que aparece en Þorgils saga ok Hafliða.
Tuvo su hacienda en Staðarhóll, Saurbær en Dalasýsla. La mitad del clan familiar de Þorgils Oddson poseían la mitad del goðorð de Þórsnes. Su hijo Einar Þorgilsson también se vería involucrado en la espiral de violencia que la mayoría de clanes islandeses estaban inmersos, estuvo en constante conflicto con  Sturla Þórðarson.
Jesse Byock le cita como ejemplo de ambicioso stórbændr (terrateniente) y precursor de los grandes caudillos protagonistas de la guerra civil islandesa (periodo conocido como Sturlungaöld).

## Herencia
Se casó con Kolfinna Hallsdóttir (n. 1082), hija de Hallur Styrmisson (n. 1045) de Ásgeirsá, Viðidalstúnga, Vestur-Húnavatnssýsla, y fruto de esa relación nacieron diez hijos:
- Guðrún Þorgilsdóttir (n. 1111)
- Ingibjörg Þorgilsdóttir (n. 1113)
- Alfdís Þorgilsdóttir (1115-1151)
- Ólöf Þorgilsdóttir (n. 1117)
- Valgerður Þorgilsdóttir (n. 1119)
- Einar Þorgilsson
- Oddi Þorgilsson (n. 1123)
- Gunnhildur Þorgilsdóttir (n. 1125)
- Hallbera Þorgilsdóttir (n. 1126), que casaría con Gunnsteinn Þórisson (n. 1125) de Einarstaður, Suður-Þingeyjarsýsla.
- Ingveldur Þorgilsdóttir (n. 1129), que casaría en primeras nupcias con Halldór Bergsson (n. 1120),[7] sin descendencia conocida; en segundas nupcias con el obispo Klængur Þorsteinsson con quien tuvo una hija, Jóra; y en terceras nupcias con Þorvarður Þorgeirsson (1140 - 1207) de Hvassafell, Hvammur í Norðurárdal, Mýrasýsla, con quien también tuvo una hija, Sigríður.